# Popstar (альбом)
Popstar (с англ. — «Поп-звезда») — восьмой студийный альбом российской певицы Инстасамки, выпущенный 16 декабря 2022 года на лейбле NaMneCash Music. Продюсером альбома выступил муж Инстасамки Moneyken.

## Продвижение
В альбом вошли три сингла: «Popstar», «Волосы назад» и «За деньги да», на два из которых были выпущены музыкальные видео и вошли в литовский чарт Single Top 100. Песня «Kak Mommy» также вошёл в чарт Литвы, где достиг 12-й позиции.[уточнить]
Весенний тур, который должен был состояться в России, первоначально объявленный и запланированный на 2023 год, был перенесён на год после отмены некоторых концертов в таких городах, как Волгоград и Сочи, в знак протеста со стороны региональных властей, которые утверждают, что артист «нарушил статью 228.1 уголовного кодекса РФ». Также концерт Инстасамки был отменён в Риге в апреле после того, как министр иностранных дел Эдгарс Ринкевич внёс певицу в чёрный список Латвии, запретив ей въезд на территорию страны на неопределенный срок.

## Список композиция
Все песни спродюсированы Moneyken.
| №                   | Название                    | Длительность |
| ------------------- | --------------------------- | ------------ |
| 1.                  | «Этот огонь»                | 2:10         |
| 2.                  | «Что ты хочешь»             | 2:14         |
| 3.                  | «Волчок» (при уч. Moneyken) | 2:20         |
| 4.                  | «За деньги да»              | 1:59         |
| 5.                  | «Сто раз»                   | 2:11         |
| 6.                  | «Три слова»                 | 2:31         |
| 7.                  | «Popstar»                   | 2:18         |
| 8.                  | «Эй проснись»               | 2:24         |
| 9.                  | «Как Mommy»                 | 2:09         |
| 10.                 | «Волосы назад»              | 2:13         |
| 11.                 | «World Star»                | 2:38         |
| Общая длительность: | Общая длительность:         | 25:25        |

## Чарты
| Чарт (2023)    | Высшая позиция |
| -------------- | -------------- |
| Латвия (LaIPA) | 1              |
| Литва (AGATA)  | 5              |